# Kereskényi Gáspár
Kereskényi Gáspár (alsó- és felső-kereskényi) (? – Sátoraljaújhely, 1672) fejedelmi főlovászmester, a Wesselényi-összeesküvés részese.

## Származása
Előkelő, ősi nemesi családból származott. Édesapja Kereskényi András liptó vármegyei alispán és országgyűlési követ, édesanyja felső-kubini és deményfalvi Kubinyi Anna volt. 1664-ben vette feleségül a szintén ősi nemesi családból származó veskóczi Budaházy Zsófiát, Budaházy László munkácsi várnagy és buzlai Gergellaky Éva leányát. Tőle született György nevű fia.

## Élete
II. Rákóczi György fejedelem udvarában nevelkedett és az ő szolgálatába állt. Fiatal korát Sárospatakon töltötte, mint fejedelmi apród. Később sárospataki udvarbíró, így a Rákóczi-család központi birtokainak a felügyelője lett. A fejedelem kedvelt embere volt, diplomáciai feladatokat is ellátott Krakkóban. 1667-ben jelentős birtokadományt kapott Zemplén és Ung vármegyében. 1668-tól fejedelmi főlovászmester és a terbesi uradalom prefektusa. Ebben az évben Zemplén vármegye táblabírájává nevezték ki, mint a vármegye egyik tekintélyes birtokosát. 1671-ben a Zemplén vármegyei küldöttség tagja Spankau tábornoknál. A Wesselényi-összeesküvésben I. Rákóczi Ferenc fejedelem ösztönzésére vett részt. Ő lett a Zemplén vármegyei fegyveres felkelés vezetője. De csapatai élén több túlkapást követett el, így 1672-ben felégette Céke falut és várát, ahol negyven embert eljárás nélkül kivégeztetett, néhány héttel később ugyanez történt Vinnán is, majd a bottyáni kastélyt rohanta le seregével, ahol szintén több embert lefejeztetett. Ezért már a felkelés vezetése is felszólította Kereskényit, hogy oszlassa fel seregét, aminek nem tett eleget. A felkelés bukása után Sporck tábornok kassai helyettes főkapitány a még el nem fogott felkelő vezetők ellen csapatokat vezényelt és Kereskényit is kézrekerítették. 1672-ben húsz alvezérével együtt karóba húzatta, birtokait pedig elkobozták, ezeket fia kapta vissza két évvel később kegyelem folytán.

## Emlékezete
Kivégzéséről megemlékezik Jókai Mór A lőcsei fehérasszony című regényében is.